# Polanka (dopływ Stradomki)
Polanka – potok, prawy dopływ Stradomki o długości 17,46 km i powierzchni zlewni 63,02 km².
Ma dwa źródłowe cieki w miejscowości Leszczyna w województwie małopolskim, w powiecie bocheńskim, w gminie Trzciana; jeden na Kaliszówce, drugi po północnej stronie cmentarza wojennego nr 310 – Leszczyna, obydwa na wysokości około 340 m. Wkrótce łączą się z sobą na wysokości około 305 m i od tego miejsca Polanka spływa jednym już korytem przez Leszczynę w kierunku wschodnim, potem północno-wschodnim. Przyjmuje dopływ z Nowego Światu w Królówce i zmienia kierunek na północny. Przepływa przez zabudowane obszary Królówki, potem Olchawy, wielokrotnie zmieniając kierunek, ale ogólnie w kierunku północnym. W Olchawie przy stawie hodowlanym zmienia kierunek na zachodni i płynie przez miejscowości Nieszkowice Wielkie, Zawada, Nieprześnia i Sobolów, w którym uchodzi do Stradomki na wysokości 211 m.
Zlewnia Polanki znajduje się w obszarze Pogórza Wiśnickiego. Główne dopływy: Kamienica, Wichracz, Uzborski, Olchawa, Pogwizdowianka, Pod Górą.